# Nikołaj Rożkow
Nikołaj Aleksandrowicz Rożkow (ros. Николай Александрович Рожков, ur. 5 listopada 1868 w Wierchoturiu, zm. 2 lutego 1927 w Moskwie) – rosyjski historyk i rewolucjonista.

## Życiorys
W 1890 ukończył studia na Wydziale Historyczno-Filologicznym Uniwersytetu Moskiewskiego, w 1898 został docentem tego uniwersytetu, 1905-1911 działał w SDPRR, był związany z frakcją mienszewików. Od 1 czerwca 1907 do 1911 wchodził w skład KC SDPRR, w tym 1907-1907 w skład Rosyjskiego Biura KC SDPRR, w kwietniu 1908 został aresztowany i w 1910 skazany na zesłanie do Wschodniej Syberii. Od maja do lipca 1917 był towarzyszem (zastępcą) ministra poczt i telegrafów w Rządzie Tymczasowym, od sierpnia 1917 do 1922 działał w SDPRR (mienszewików) i był członkiem jej KC, w grudniu 1922 został zesłany do Pskowa, potem pracował w Uniwersytecie Piotrogrodzkim. Później pracował kolejno w pedagogicznych instytutach Leningradu, w Uniwersytecie Moskiewskim, Instytucie Czerwonej Profesury, Akademii Wychowania Komunistycznego i Muzeum Historycznym.